# 677 (numero)
Seicentosettantasette (677) è il numero naturale dopo il 676 e prima del 678.

## Proprietà matematiche
- È un numero dispari.
- È un numero difettivo.
- È un numero primo.
  - È un numero primo di Chen.
  - È un numero primo di Eisenstein.
- È un numero palindromo nel sistema di numerazione posizionale a base 26 (101).
- È parte delle terne pitagoriche (52, 675, 677), (677, 229164, 229165).
- È un numero congruente.

## Astronomia
- 677 Aaltje è un asteroide della fascia principale del sistema solare.
- NGC 677 è un galassia ellittica della costellazione dell'Ariete.

## Astronautica
- Cosmos 677 è un satellite artificiale russo.